# Route 470 (Nouveau-Brunswick)
Pour les articles homonymes, voir Route 470.
La route 470 est une route locale du Nouveau-Brunswick située dans l'est de la province, dans le comté de Kent. Elle traverse une région plutôt agricole sur toute sa longueur, qui est de 22 kilomètres. Elle est, de plus, pavée sur toute sa longueur.

## Tracé
La 470 commence à son intersection avec la route 465, à Fords Mills. Elle se dirige ensuite vers l'est pendant 7 kilomètres en traversant Fords Mills et Pine Ridge, en plus de croiser la route 510 et la route 490, puis elle prend une orientation nord-est pour le reste de son parcours.
Elle suit ensuite la rivière Saint-Nicolas jusqu'à Mundleville, où elle la traverse, puis elle se termine de l'autre côté de la rivière, sur la route 495.

## Intersections principales
| Route 470         |             |      |                                             |                           |
| Comté             | Location    | km   | Intersection/Destinations                   | Notes                     |
| Comté de Kent     | Fords Mills | 0    | R-465, Smiths Corner,Beersville, Clairville | extrémité ouest de la 470 |
| Comté de Kent     | Fords Mills | 1    | R-510 est, Browns Yard                      |                           |
| Comté de Kent     | Pine Ridge  | 5    | R-490, Bass River, Moncton                  |                           |
| Comté de Kent     | Mundleville | 21   | R-510 ouest, Lower Main River, Targettville |                           |
| Comté de Kent     | Mundleville | 21.5 | Traverse de la rivière Saint-Nicolas        |                           |
| Comté de Kent     | Mundleville | 22   | R-495, Bastarache, Rexton                   | extrémité est de la 470   |
| Bleu: Cours d'eau |             |      |                                             |                           |